# Adrian Pikarski
Adrian Pikarski herbu Półkozic (ur. 1615, zm. 20 marca 1679 w Grodnie) – biskup nominat kijowski w 1677, kapelan i kaznodzieja królewski Jana II Kazimierza Wazy od 1661, spowiednik i kaznodzieja królowej Polski Ludwiki Marii Gonzagi w latach 1661–1667, jezuita, kapelan obozowy Stefana Czarnieckiego i pamiętnikarz.

## Życiorys
Urodzony w ziemi rawskiej (Mazowsze) jako syn zamożnego szlachcica Jana, sędziego ziemskiego rawskiego, i Nowomiejskiej, krewny Jana Chryzostoma Paska. Kształcił się w kolegium jezuitów w Kaliszu, tam też wstąpił do zakonu. Przez kilkanaście lat uczył w różnych kolegiach. Brał udział w wojnach: szwedzkiej, duńskiej i moskiewskiej jako kapelan obozowy oddziałów Stefana Czarneckiego. Należał do stronnictwa Marii Ludwiki. W roku 1663 polemizował w Białej Cerkwi z Joannicym Galatowskim. Później sprawował funkcję kaznodziei nadwornego i spowiednika Michała Korybuta Wiśniowieckiego i Jana Sobieskiego.

## Twórczość
- Suprema in Regno Poloniae meta honoris. W: Plinius polonicus. Kalisz: drukarnia Kolegium T.J., 1639, s. 207–297. (utwór na cześć arcybiskupa gnieźnieńskiego Jana Lipskiego)
- Prawa Samsonka na pogrzebie... Małgorzaty z Masłowic Łayszczewskiej. Kalisz: drukarnia Kolegium T.J., 1651. Brak numerów stron w książce
- Kazania obozowe, fragm. przytoczył J.Ch. Pasek Pamiętniki (wyd. J. Czubek, Kraków 1929, BPP nr 81, s. 23-25)
- Diarium bellici progressus cum Georgio Rakocio. Ex castris ad Miedzybor 23 Julii 1657, ogł. (z przekł. polskim) B. Kalicki "Ksiądz Adrian Pikarski i jego dziennik wyprawy przeciwko Rakocemu r. 1657", Biblioteka Ossolineum 1864, t. 4; przedr. w książce Zarysy historyczne, Lwów 1869; rękopis Ossolineum nr 240 zaginął w latach 1939–1945
- Ludovicae Mariae Poloniae ac Sveciae Reginae viva et augusta imago, Kraków 1657, drukarnia F. Cezary (obrona pamięci Marii Ludwiki)
- Najaśniejsze zwierciadło majestatu bez makuły, Kraków 1667, drukarnia F. Cezary (kazanie pogrzebowe)

## Listy
- Do prowincjała jezuitów polskich, dat. w Starogrodzie 27 września 1663, fragmenty ogł. B. Kalicki "Ksiądz Adrian Pikarski i jego dziennik wyprawy przeciwko Rakocemu r. 1657", Biblioteka Ossolineum 1864, t. 4; rękopis Ossolineum nr 237/II, k. 190-197